# Saison 3 de Reine du Sud
Chronologie
Saison 2 Saison 4
Cet article présente le guide des épisodes de la troisième saison de la série télévisée américaine Reine du Sud (Queen of the South).

## Généralités
- Aux États-Unis, la saison a été diffusée du 21 juin 2018 au 13 septembre 2018 sur le réseau USA Network.
- Au Canada, la saison a été diffusée en simultané sur Bravo!.

## Distribution

### Acteurs principaux
- Alice Braga (VF : Alice Taurand) : Teresa Mendoza
- Hemky Madera (en) (VF : Stéphane Bazin) : Pote Galvez
- Veronica Falcon (VF : Marie Vincent) : Camila Vargas
- Peter Gadiot (VF : Franck Lorrain) : James Valdez
- Jon-Michael Ecker (en) (VF : Damien Ferrette) : Güero « El Güero » Davila
- Ximena Duque : Eva

### Acteurs récurrents
- James Martinez : Gato Fierros
- Carlos Gómez : Javier Acosta
- Rafael Amaya : Aurelio Casillas
- Sandy Valles (VF : Zina Khakoulia) : Isabella Vargas, fille de Camila et Epifanio
- A Martinez : shérif Mayo

## Épisodes

### Épisode 1:L'Hermite
- États-Unis /  Canada : 21 juin 2018 sur USA Network[1] / Bravo!
- Québec : 11 juin 2019 sur Séries+
- France : 13 juin 2019 sur Netflix

- États-Unis : 1,24 million de téléspectateurs[2] (première diffusion)

### Épisode 2:Le Pendu
- États-Unis /  Canada : 28 juin 2018 sur USA Network / Bravo!
- France : 13 juin 2019 sur Netflix
- Québec : 18 juin 2019 sur Séries+

- États-Unis : 1,023 million de téléspectateurs[3] (première diffusion)

### Épisode 3:La Reyne de Deniers
- États-Unis /  Canada : 5 juillet 2018 sur USA Network / Bravo!
- France : 13 juin 2019 sur Netflix
- Québec : 25 juin 2019 sur Séries+

- États-Unis : 1,03 million de téléspectateurs[4] (première diffusion)

### Épisode 4:La Force
- États-Unis /  Canada : 12 juillet 2018 sur USA Network / Bravo!
- France : 13 juin 2019 sur Netflix
- Québec : 2 juillet 2019 sur Séries+

- États-Unis : 1,22 million de téléspectateurs[5] (première diffusion)

### Épisode 5:Le Jugement
- États-Unis /  Canada : 19 juillet 2018 sur USA Network / Bravo!
- France : 13 juin 2019 sur Netflix
- Québec : 9 juillet 2019 sur Séries+

- États-Unis : 1,22 million de téléspectateurs[6] (première diffusion)

### Épisode 6:Les Amoureux
- États-Unis /  Canada : 26 juillet 2018 sur USA Network / Bravo!
- France : 13 juin 2019 sur Netflix
- Québec : 16 juillet 2019 sur Séries+

- États-Unis : 1,09 million de téléspectateurs[7] (première diffusion)

### Épisode 7:La Reyne d'épée
- États-Unis /  Canada : 2 août 2018 sur USA Network / Bravo!
- France : 13 juin 2019 sur Netflix
- Québec : 23 juillet 2019 sur Séries+

- États-Unis : 1,09 million de téléspectateurs[8] (première diffusion)

### Épisode 8:Le Chariot
- États-Unis /  Canada : 9 août 2018 sur USA Network / Bravo!
- France : 13 juin 2019 sur Netflix
- Québec : 30 juillet 2019 sur Séries+

- États-Unis : 1,05 million de téléspectateurs[9] (première diffusion)

### Épisode 9:Le Diable
- États-Unis /  Canada : 16 août 2018 sur USA Network / Bravo!
- France : 13 juin 2019 sur Netflix
- Québec : 6 août 2019 sur Séries+

- États-Unis : 1,19 million de téléspectateurs[10] (première diffusion)

### Épisode 10:La Mort
- États-Unis /  Canada : 23 août 2018 sur USA Network / Bravo!
- France : 13 juin 2019 sur Netflix
- Québec : 13 août 2019 sur Séries+

- États-Unis : 1,14 million de téléspectateurs[11] (première diffusion)

### Épisode 11:Dix de coupe
- États-Unis /  Canada : 30 août 2018 sur USA Network / Bravo!
- France : 13 juin 2019 sur Netflix
- Québec : 20 août 2019 sur Séries+

### Épisode 12:La Justice
- États-Unis /  Canada : 6 septembre 2018 sur USA Network / Bravo!
- France : 13 juin 2019 sur Netflix
- Québec : 27 août 2019 sur Séries+

### Épisode 13:Le Monde
- États-Unis /  Canada : 13 septembre 2018 sur USA Network / Bravo!
- France : 13 juin 2019 sur Netflix
- Québec : 3 septembre 2019 sur Séries+

- États-Unis : 1,22 million de téléspectateurs[14] (première diffusion)